# Терновой, Сергей Константинович
Сергей Константинович Терновой (род. 13 октября 1948 года, Одесса, УССР, СССР) — советский и российский учёный, специалист в области лучевой диагностики, академик РАМН (1999), академик РАН (2013).

## Биография
Родился в городе Одессе. Отец — Константин Сергеевич Терновой — советский и украинский деятель медицины, академик АН УССР, лауреат Государственных премий СССР и УССР.
Сергей Константинович в 1972 году окончил лечебный факультет Одесского медицинского института, где в дальнейшем продолжил работу аспирантом при кафедре рентгенологии и радиологии, ассистентом кафедры, доцентом кафедры. Начинал трудовую деятельность под руководством профессора Е. Д. Дубового.
В 1978 году создал и возглавил первое в СССР отделение рентгеновской компьютерной томографии в Центральной клинической больнице IV Главного управления при Минздраве СССР. Впервые в стране была создана нормативная база принципиально нового направления — рентгеновской компьютерной томографии (КТ) всего тела. Под руководством Сергея Константиновича и при его непосредственном участии метод КТ был внедрён в клиническую практику, были разработаны показания и противопоказания к применению метода, разработаны рекомендации по подготовке пациентов к обследованию.
В 1979—1981 гг. С. К. Терновой совместно с сотрудниками Института медико-биологических проблем АМН СССР и NASA разработал и опробовал в клинической практике метод количественной денситометрии для изучения потери костной массы у космонавтов при длительных орбитальных полётах. Полученные результаты позволили изготовить специальный фантом для определения костной массы у пациентов, который в настоящее время является стандартной частью рентгеновских компьютерных томографов.
В 1983 году Сергей Константинович совместно с Юрием Никитичем Беленковым впервые в стране принимал непосредственное участие в работе по созданию первого отечественного магнитно-резонансного томографа. В первой клинической лаборатории по МРТ (1984 год, заведующий лаборатории Ю. Н. Беленков) в Институте клинической кардиологии начались работы по изучению клинических возможностей метода. В 1990 году С. К. Терновой возглавил данную лабораторию, преобразованную в отдел томографии.
В 1988—1995 гг. работал профессором, а в 1994—1995 гг. заведующим кафедрой рентгенологии и радиологии Центрального института усовершенствования и специализации врачей и организаторов здравоохранения (ЦОЛИУВ) (сейчас — «Российская медицинская академия непрерывного профессионального образования»).
С. К. Терновой с 1996 года заведует кафедрой лучевой диагностики, лучевой терапии Первого Московского государственного медицинского университета имени И. М. Сеченова (Сеченовский Университет).
14 февраля 1997 года избран членом-корреспондентом РАМН, 12 февраля 1999 года избран академиком РАМН, 30 сентября 2013 года — академиком РАН. В 2014 году Сергею Константиновичу присвоено почётное звание «Заслуженный деятель науки Российской Федерации» (Указ Президента РФ № 680 от 25 октября 2014 года).
В настоящее время — главный научный сотрудник отдела томографии Института клинической кардиологии им. А. Л. Мясникова Национального медицинского исследовательского центра кардиологии, заведующий кафедрой лучевой диагностики, лучевой терапии Сеченовского университета.

## Научная и педагогическая деятельность
Основатель рентгеновской компьютерной томографии и магнитно-резонансной томографии в СССР и России. В сферу научных интересов входят: рентгенология, компьютерная томография, магнитно-резонансная томография, ультразвуковая диагностика, ангиография, телемедицина, разработка новых методов преподавания на до- и последипломном уровне, новые методы диагностики, функциональная МРТ, МР-спектроскопия, количественная оценка остеопороза, мониториг здоровья космонавтов после длительных полётов, функциональная КТ, исследование перфузии, стресс-тесты, диагностика болезней сердца, скрининг социально значимых заболеваний, неинвазивные исследования коронарных артерий, определение фракционного резерва кровотока по КТ, изучение жизнеспособности миокарда, искусственный интеллект в медицине и кардиологии.
Основной областью научных интересов является разработка новых методов применения компьютерной и магнитно-резонансной томографии в диагностике социально-значимых заболеваний. Впервые в отечественной практике разработан и внедрён метод диагностики кальциноза коронарных артерий, что позволило применить методы скрининга ишемической болезни сердца на ранних стадиях. В настоящее время метод внедрён в широкую практику ЛПУ страны. Особую ценность представляет разработанная в последние 3 года методика применения неинвазивных методов в гибридной хирургии аортального клапана. Работа, выполненная совместно с академиком РАН Р. С. Акчуриным, позволила определять тип и объём операции до хирургического вмешательства и проводить малоинвазивную замену аортального клапана.
Сергей Константинович является автором более 500 научных работ, в том числе 25 монографий, руководства по амбулаторной инструментальной диагностике, 6-ти томного карманного атласа по лучевой диагностике, 10-ти томного Национального руководства по лучевой диагностике, 2-х томного учебника по лучевой диагностике и терапии, монографии «Томография сердца». Под его руководством защищено 21 кандидатская и 13 докторских диссертаций.
На кафедре и в клиниках Сеченовского университета С. К. Терновым, совместно с группой врачей, впервые в мире разработаны и внедрены в клиническую практику методы функционального исследования слуховых косточек (фМСКТ), что позволяет определить тактику хирургического вмешательства и минимизировать последствия оперативных вмешательств.
С. К. Терновой уделяет большое внимание разработке и внедрению современных методов преподавания на до-, и последипломном этапе обучения студентов и врачей, является организатором и председателем рабочего оргкомитета ежегодного Всероссийского национального Конгресса лучевых диагностов и терапевтов «Радиология» и Всероссийского научно-образовательного форума «Медицинская Диагностика».
Сергей Константинович является создателем и главным редактором первого в стране Российского электронного журнала по лучевой диагностике (Russian Electronic Journal of Radiology), имеющего более 3000 подписчиков. Журнал индексируется в международной базе данных Scopus и является ведущим научным изданием по лучевой диагностике в нашей стране.

### Научно-организационная деятельность
- главный редактор Российского электронного журнала по лучевой диагностике REJR;
- президент журнала «Лучевая диагностика и терапия»;
- первый заместитель главного редактора журнала «Вестник рентгенологии и радиологии»;
- член редакционной коллегии журналов: «Медицинская визуализация», «Медицинское образование и профессиональное развитие»;
- член редакционного совета журналов: «Диагностическая и интервенционная радиология», «Современные технологии в медицине».
- член Президиума ВАК при Минобрнауки России (2016—2019);
- главный консультант по лучевой диагностике Медицинского центра Управления делами Президента РФ;
- член радиологического общества Северной Америки (Чикаго, США), член американского общества рентгенологов (Кливленд, США), член Европейской ассоциации радиологов (Вена, Австрия), член Европейского общества кардиорадиологов (Вена, Австрия), член ассоциации радиологов Украины.

## Награды
- Орден Дружбы (2008)[4]
- Государственная премия СССР (в составе группы, за 1987 год) — за цикл работ «Новые методы диагностики и интенсивной терапии при заболеваниях системы крови» (1978—1985)
- Премия Правительства Российской Федерации (в составе группы, за 2011 год) — за цикл трудов «Лучевая диагностика социально значимых заболеваний»[5]
- Заслуженный деятель науки Российской Федерации (2014)[6]
- Орден Почёта (2020)[7]